# Mirzə Fətəli Axundov
Mirzə Fətəli Axundov, (Mirza) Fath Ali Achundow oder Fatḥʿalī Āḫūndzāda (auch Axundzadə; aserbaidschanisch/persisch میرزا فتحعلی آخوندزاده, russisch Мирза Фатали Ахундов / Mirza Fatali Achundow; * 12. Juli 1812 in Nuxa; † 27. Februar 1878 in Tiflis, Georgien) war ein aserbaidschanischer Aufklärer, Schriftsteller, Philosoph und Literaturkritiker.

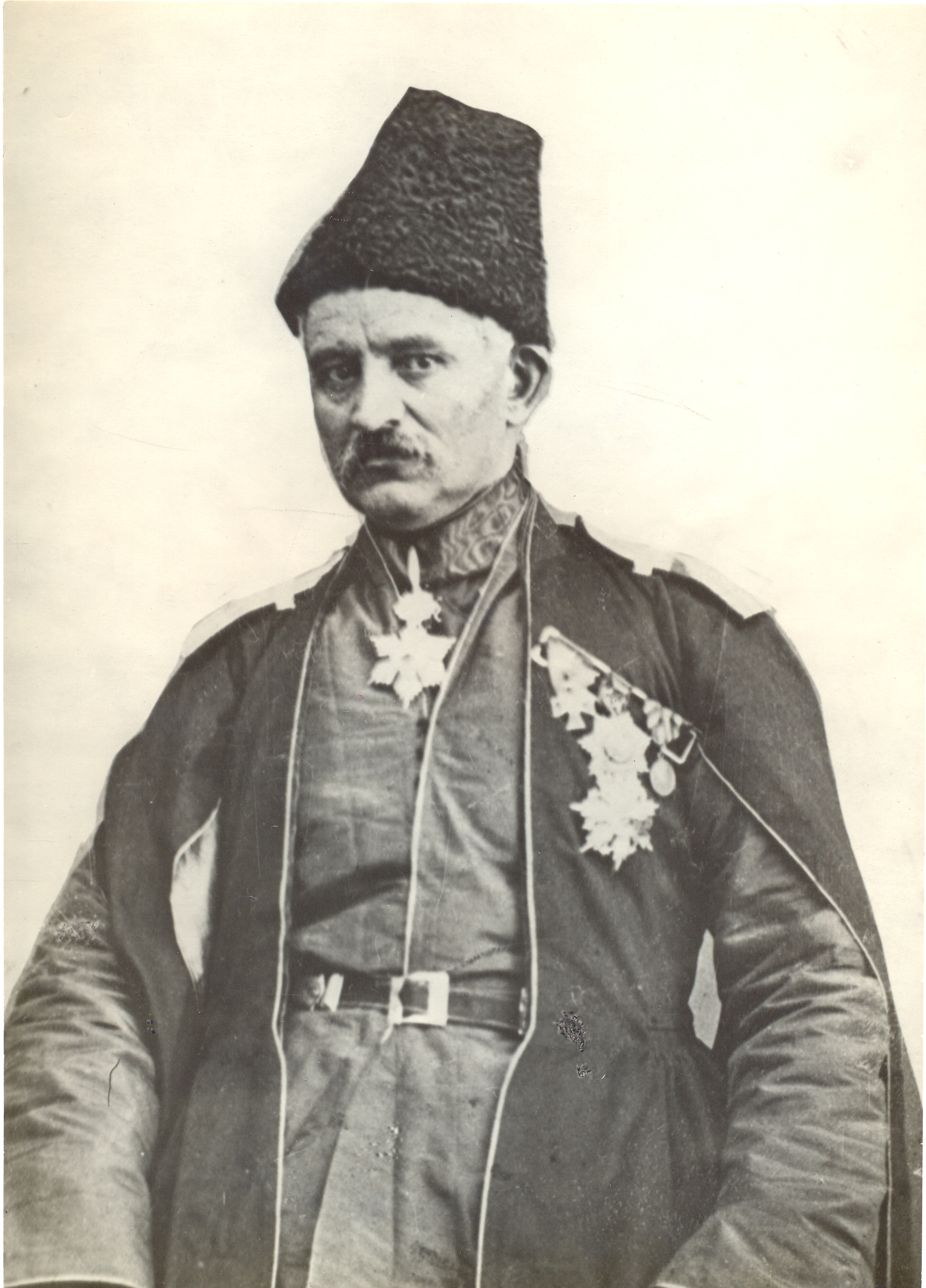
Mirzə Fətəli Axundov, vor 1851

## Leistungen
Er entwarf das erste lateinische Alphabet der Turksprachen und stellte es 1863 vor der Osmanischen Wissenschaftsgesellschaft in der Türkei vor. Doch sein Vorschlag fand dort keine Zustimmung, so dass er enttäuscht abreiste.
Sein philosophisches Traktat Drei Briefe des indischen Prinzen Kämaluddövlä an den persischen Prinzen Dschalaluddövlä und ihre Beantwortung durch den Letzteren (1863–1865), auch als Briefe von Kämaluddövlä bekannt, beeinflusste die Entwicklung der Philosophie im islamischen Orient.
Mit seinem Roman Betrogene Sterne (1857) begründete er die neue aserbaidschanische Prosa.
Besonders berühmt wurde Axundov mit seinen Theaterkomödien Molla Ibrahim Khalil, der Alchimiker und Besitzer des Philosophiesteines (1850), Monseur Jordan, der Botaniker, und Derwisch Mästälischah, der berühmter Zauberer (1850), Der Bär, der Sieger über den Räuber (1851), Wesir des Khanates Länkäran (1851), Abenteuer eines Geizhalses (1852), auch als Hadschi Gara bekannt, und Menschenrechtler in der Stadt Täbris (1855).
Sein erstes veröffentlichtes Werk war die 1837 entstandene Orientalische Elegie auf Puschkins Tod.